# Ara (gènere)
Ara és un gènere d'ocells de la subfamília dels arins (Arinae) dins la família dels psitàcids. Com tots els guacamais habiten els boscos humids de la zona neotropical.
Aquests ocells són grans lloros dotats amb llargues cues, ales llargues i estretes i plomatge vivamente acolorit. Tots ells tenen una zona nua característica al voltant dels ulls. Sense dimorfisme sexual.
Molts dels seus membres són apreciats com ocells de gavia, sent el contraban d'aus una amenaça per a diverses espècies

## Taxonomia
Se n'han descrit 9 espècies vives dins el gènere:
- guacamai blau (Ara ararauna).
- guacamai gorjablau (Ara glaucogularis).
- guacamai militar (Ara militaris).
- guacamai verd gros (Ara ambiguus).
- guacamai roig alagroc (Ara macao).
- guacamai roig alaverd (Ara chloropterus).
- guacamai de Cuba (Ara tricolor). Extint.
- guacamai frontvermell (Ara rubrogenys).
- guacamai verd petit (Ara severus).

S'han descrit altres espècies extintes, amb més o menys proves, sent difícil determinar en algunes d'elles, si eren autèntiques espècies o bé subespècies:
- Ara autocthones, de l'illa de Saint Croix.
- Ara martinica, de l'illa de Martinica.
- Ara erythrura.
- Ara guadeloupensis.
- Ara erythrocephala.
- Ara gossei.
- Ara atwoodi.